# Gefleckter Adlerrochen
Der Gefleckte Adlerrochen (Aetobatus narinari) ist eine Rochenart aus der Ordnung der Stechrochenartigen (Myliobatiformes). Traditionell ging man von einer globalen Verbreitung in allen tropischen und fast allen subtropischen Meeren aus. Neueren Erkenntnissen aus genetischen Untersuchungen nach ist lediglich die Population im Atlantik einschließlich des Karibischen Meeres und des Golfs von Mexiko der Art Aetobatus narinari zuzuordnen. Die Populationen in den übrigen Verbreitungsgebieten sind anderen Arten zuzuordnen.

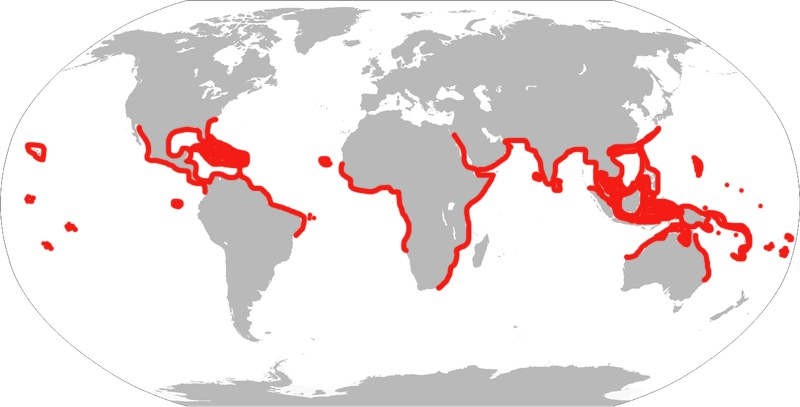
Globales Verbreitungsgebiet entsprechend traditioneller Systematik

## Merkmale

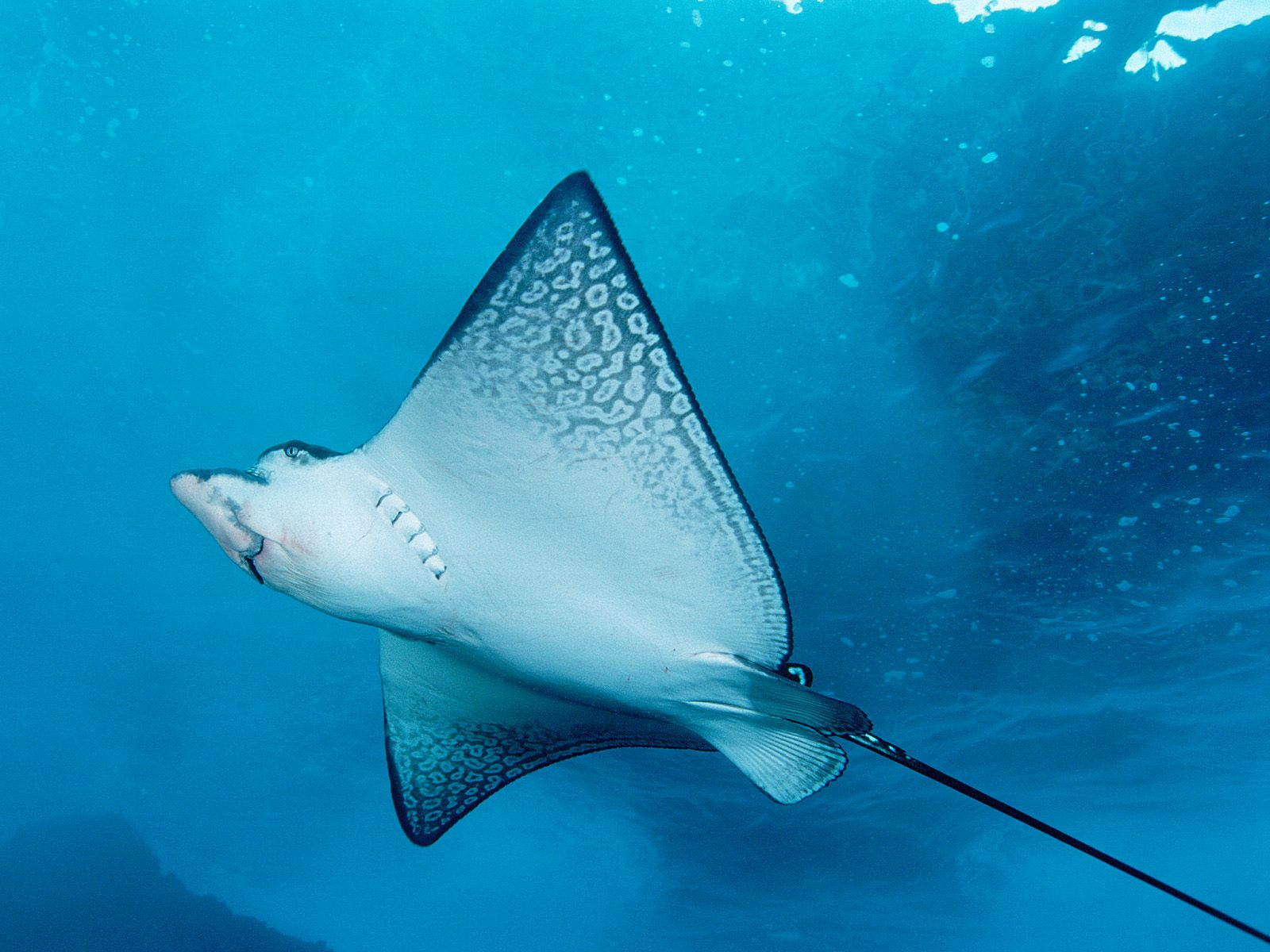
Unterseite

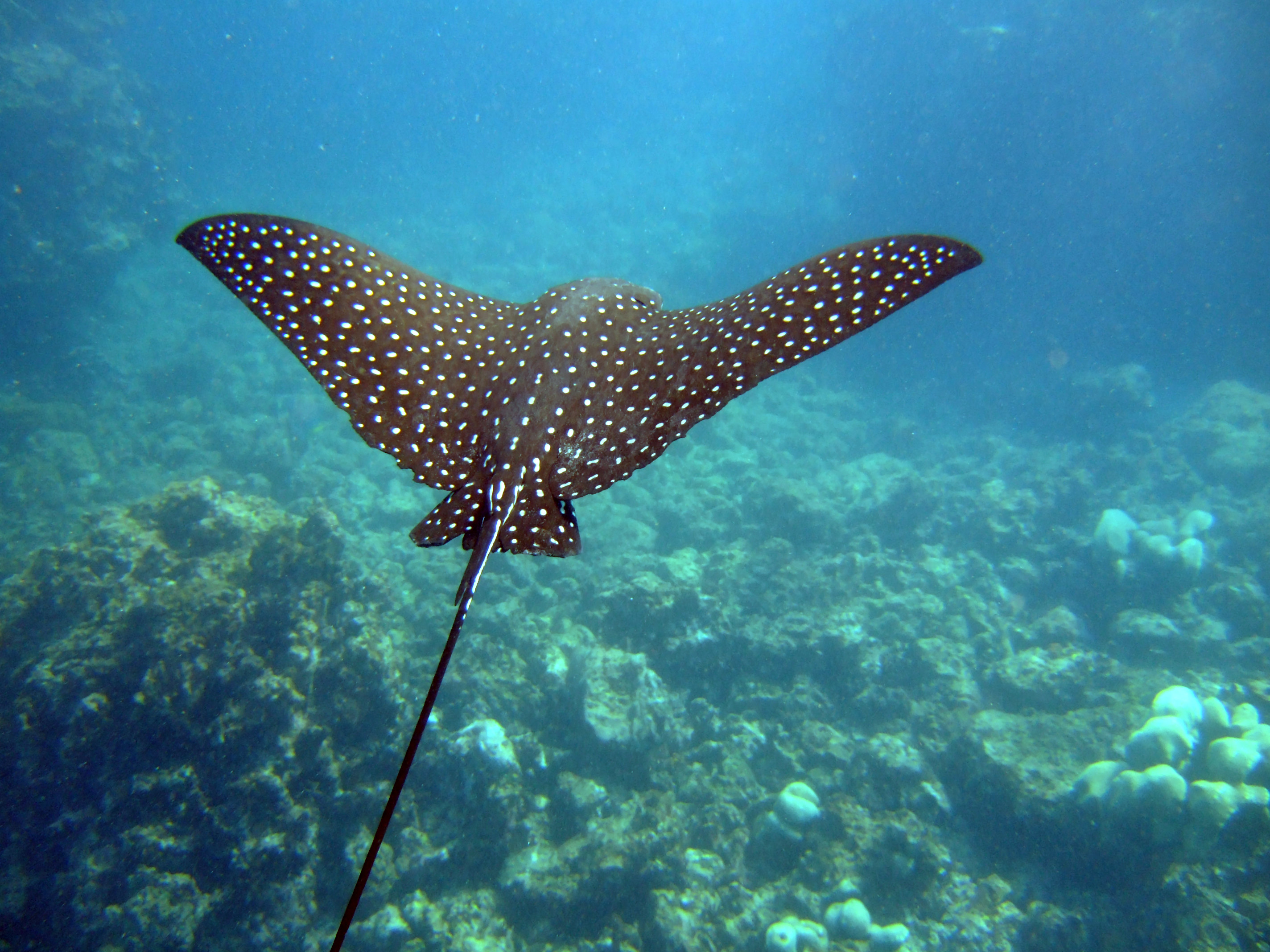
Ansicht von hinten

Der Gefleckte Adlerrochen erreicht mit seinem langen, peitschenartigen Schwanz eine Länge von maximal 3,30 Metern, bleibt für gewöhnlich aber bei einer Länge von 1,80 Meter. Kopf, Rumpf und Brustflossen ergeben ein rautenähnliches Körperprofil. Die Schnauze steht hervor und hat durch die konkave Oberseite ein leicht entenschnabelartiges Aussehen. Ober- und Unterkiefer sind mit einer Reihe flacher Zähne besetzt. Die Gefleckten Adlerrochen sind auf der Oberseite schwärzlich oder bläulich und mit vielen kleinen, weißlichen Punkten gemustert, die unter Wasser aufgrund der Absorption des roten Lichtanteils hellblau erscheinen. Die Bauchseite ist weiß. Auf dem Rücken befinden sich keine Stacheln. Der Schwanz trägt an seinem ersten Drittel, kurz hinter der kleinen Rückenflosse, einen mit bis zu fünf Widerhaken besetzten langen Giftstachel. Eine Schwanzflosse fehlt. Während die primitiven Geigenrochen, sowie die Sägerochen und die Zitterrochenartigen sich wie die meisten Haie durch Stammschlängeln des Körpers und der Schwanzflosse fortbewegen und die Echten Rochen sich durch wellenförmige Bewegungen ihrer großen Brustflossen fortbewegen, schlagen Gefleckte Adlerrochen wie alle anderen Adlerrochen ähnlich wie Vögel mit ihren Flügeln mit den vergrößerten Brustflossen.

## Lebensweise
Der Gefleckte Adlerrochen lebt vor allem in flachen Küstengewässern wie Buchten und Korallenriffen, entweder nah der Wasseroberfläche oder bodennah, in Tiefen von einem bis 60 Metern. Er kann jedoch auch den offenen Ozean überqueren. Die Tiere springen manchmal aus dem Wasser. Außerhalb der Paarungszeit bilden sie häufig große Schulen von bis zu 200 Individuen. Der Gefleckte Adlerrochen ernährt sich vor allem von Muscheln. Außerdem werden Garnelen, Krebse, Tintenfische und Würmer gefressen. Größere Exemplare fressen vor allem Fische. Wie alle Adlerrochen ist er ovovivipar. Pro Wurf werden nach einer Tragzeit von zwölf Monaten nur ein bis vier Jungrochen geboren, die bei der Geburt schon eine Spannweite von einem halben Meter haben.

## Systematik
Der Gefleckte Adlerrochen wurde vom schwedischen Botaniker Bengt Anders Euphrasén im Jahre 1790 als Raja narinari beschrieben. Das aktuell gültige nominotypisches Taxon leitet sich aus den griechischen Worten aetos für „Adler“ und batis für „Rochen“ ab. Der Gefleckte Adlerrochen gehört zur Ordnung der Stechrochenartigen.
Genetische Unterschiede innerhalb der weltweiten Populationen  hatten die Einteilung in verschiedene Arten zur Folge. Aktuell wird lediglich die atlantische Population einschließlich derer im Karibischen Meer und im Golf von Mexiko zu A. narinari gezählt. Die indo-pazifische Population wird nunmehr unter dem Namen Aetobatus ocellatus und die ostpazifische Population unter dem Namen Aetobatus laticeps erfasst.